# 圣伊波利特 (阿韦龙省)
圣伊波利特（法語：Saint-Hippolyte，法語發音：[sɛ̃.t‿ipɔlit] ⓘ）是法国阿韦龙省的一个市镇，属于罗德兹区。

## 地理
圣伊波利特（44°42'40"N, 2°35'30"E）面积36.87 平方千米，位于法国奧克西塔尼大區阿韦龙省，该省份为法国南部内陆省份，位于法國中央高原南部，北起顺时针与康塔爾省、洛泽尔省、加尔省、埃罗省、塔恩省、塔恩-加龙省和洛特省接壤。
与圣伊波利特接壤的市镇（或旧市镇、城区）包括：康普列兹、勒费勒、特吕耶尔河畔昂特赖格、拉克鲁瓦巴雷兹、蒙泰济克、米罗尔、拉佩吕格、蒙萨尔维。

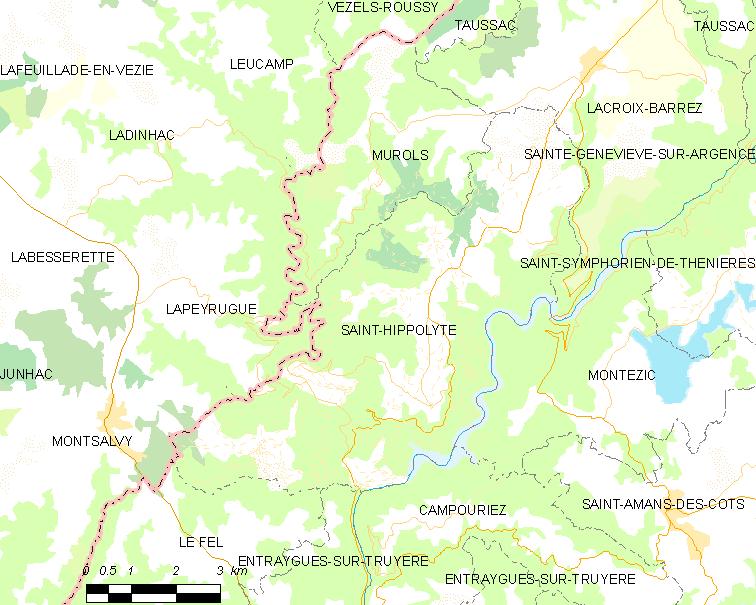
的OSM定位图

圣伊波利特的时区为UTC+01:00、UTC+02:00（夏令时）。

## 行政
圣伊波利特的邮政编码为12140，INSEE市镇编码为12226。

## 政治
圣伊波利特所属的省级选区为洛特-特吕耶尔县。

## 人口

1962-2008年间人口变化图示

圣伊波利特于2022年1月1日时的人口数量为426人。